# Термобія хатня
Термобія хатня (Thermobia domestica) — дрібна безкрила комаха із ряду щетинохвостих. Коменсал людини, що пов’язаний із домашнім середовищем (синантроп).

## Поширення
Батьківщиною термобії хатньої є Близький Схід, Центральна Азія та Єгипет. У природі вид поширений на південному заході США, але незрозуміло, чи є ці комахи завезеними людьми чи це диз'юнктивна частина ареалу. Зараз вид поширився людиною майже по всьому світу, але в основному трапляється синантропно, навіть у регіонах з теплим кліматом. Зареєстрований на усіх континентах (за винятком Антарктиди).

## Опис
Довжина тіла від 9 до 11 міліметрів, причому самиці трохи більші за самців. Тіло, характерне для лусочниць, подовжене, веретеноподібне з широкою грудиною і широким видовженим черевцем, що звужується до спини. Десятий (останній) сегмент черевця округло-трикутний і короткий. Задній кінець черевця має три довгі ниткоподібні відростки, зчленовані на численні сегменти.
Основний колір тіла жовтувато-білий. Придатки тіла (щупики, лапки, вусики, стилуси і хвостові нитки) можуть мати відтінок від темного до чорного, причому пігмент знаходиться під кутикулою, а не в ній. На верхній частині тіла кутикула густо вкрита широкими плоскими лусочками чорного або жовтувато-білого кольору, які утворюють складний візерунок лусочок. На верхній стороні розташовані численні довгі щетинки  золотисто-жовтого кольору.

## Спосіб життя
Термобія хатня живе у спекотних середовищах ((36–39 °C) і потребують певної вологості. Трапляється під камінням, під листям і в подібних середовищах. У приміщеннях трапляється поблизу джерел тепла, таких як печі та котли. Харчується різноманітними вуглеводами та крохмалем, які також є джерелами білка, такими як корм для собак, борошно та палітурки для книг. Може обходитися без їжі до року. Не завдає великої шкоди, але може забруднити їжу, пошкодити паперові вироби та забруднити одяг. В іншому термобії здебільшого нешкідливі.

## Розмноження
У віці від 1,5 до 4,5 місяців самиця починає відкладати яйця, якщо температура є високою (32–41 °C або 90–106 °F). За 3–5 років може відкласти до 6000 яєць. Після інкубації (12–13 днів) німфи вилуплюються. Вони можуть досягти зрілості всього за 2-4 місяці, що призводить до появи кількох поколінь щороку.